# A kommunikatív cselekvés elmélete
A kommunikatív cselekvés elmélete Jürgen Habermas alapműve, melynek témájául a kommunikatív cselekvés gyakorlati és elméleti jelentése szolgál a szociális élet, illetve a (poszt)modern társadalom vonatkozásában.

## Áttekintés
Az 1981-ben megjelent mű mitikus világnézetekkel indít, hangsúlyt fektetve az értelemmegértés problematikájára, valamint a racionalizáció formáinak vizsgálatára. Erős utalásokkal él Talcott Parsons, Thomas A. McCarthy és Niklas Luhmann érvényességi szempontból kritikus magyarázatára a modern kommunikációelméletre vonatkozóan; többszörös hivatkozással ismerteti Immanuel Kant, Georg Wilhelm Friedrich Hegel és Ludwig Wittgenstein a kommunikációs értelmet megalapozandó alkalmazását; képviselve ezzel egy elméleti megoldást nyújtó tézist, nemcsak a valóságot és hitelességet boncolgató kérdésekre, hanem a normatív igazságosságra kiterjesztve is. Habermas alapműveként a '80-as évek óta mind a sajtóban, mind a szakirodalom széles körében bejegyzett. Két kötetre osztható:

### 1. kötet

#### Cselekvésracionalitás és társadalmi racionalizáció
I. bevezetés: Hozzáférések a racionalizáció problémájához
II. Max Weber racionalizáció-elmélete
III. Első közbevetés: szociális cselekvés, céltudatos tevékenység és kommunikáció
IV. Lukácstól Adornóig: racionalizáció mint tárgyiasítás

### 2. kötet

#### A funkcionális értelem kritikájához
V. Paradigmaváltás Meadnél és Durkheimnél: a céltudatos tevékenységtől a kommunikatív cselekvésig
VI. Második közbevetés: rendszer és életvilág
VII. Talcott Parsons: a társadalomelmélet konstrukciós problémái
VIII. Záró megjegyzés: Parsonstól kezdve Weberen át Marxig.

## Fogalmak

### Kommunikatív cselekvés
A mű címe egy műveleti és hangsúlyozottan nyelvi alapfogalmat mutat be.
„A kommunikatív cselekvés alapfogalma három témakomplexumot tesz hozzáférhetővé, melyek egymással összefüggenek: a kommunikatív racionalitás fogalmát; a kétfokú, cselekvést és rendszert összekötő társadalomkoncepció paradigmáját; illetve egy elméleti állítást, mely a modernség paradoxonját magyarázza a kommunikatívan strukturált életvilág alárendelésének segítségével, az imperatívan önállósult, formálisan rendezett cselekvésrendszerek tükrében.”
Habermas: A kommunikatív cselekvés elmélete

### Modern társadalom
A kommunikatív cselekvés ezzel minden társadalom alapvető reprodukciós fogalmává vált. Ezek a társadalmak mint rendszer és életvilág felfoghatóak. A modernségben a cselekvésrendszerek az életvilágok alapján egymástól megkülönböztethetőek. A szociálpatológiás következmények az ökonómiában és bürokráciában a kommunikatív racionalitás által koordinálhatóak és kezelhetőek. Ez az összesített tervezete egy társadalomelméletnek, amihez Niklas Luhmann három évvel később a "Szociális rendszerek"-kel (1984) egy úgyszintén kommunikációorientált ellentervezetet teremtett, besorolva magát a nagy, modern, és "A kommunikatív cselekvés elméletében" ismertetett összesített tervezetekbe a (poszt)modern társadalom rendszerezett felfogásáról.

## Magyarul
- A kommunikatív cselekvés elmélete; összefoglalások Némedi Dénes, Somlai Péter, vál. Rényi Ágnes, Somlai Péter, ford. Felkai Gábor, Király Edit; röv. kiad.; ELTE, Bp., 1985
- A kommunikatív cselekvés elmélete; ford. Király Edit, Berényi Gábor, Felkai Gábor, Ábrahám Zoltán, utószó Felkai Gábor; Gondolat, Bp., 2011 (Társadalomelmélet – kommunikációtudomány. A kommunikációkutatás klasszikusai)

## Fordítás
- Ez a szócikk részben vagy egészben  a   Theorie des kommunikativen Handelns című német Wikipédia-szócikk fordításán alapul.  Az eredeti cikk szerkesztőit annak laptörténete sorolja fel. Ez a jelzés csupán a megfogalmazás eredetét és a szerzői jogokat jelzi, nem szolgál a cikkben szereplő információk forrásmegjelöléseként.